# ピーター・ケアリー
ピーター・ケアリー（Peter Carey、1943年5月7日 - ）は、オーストラリアの小説家。

## 略歴
ビクトリア州バッカスマーシュ(Bacchus Marsh)に生まれた。モナシュ大学で有機化学と動物学を専攻。その後、メルボルンの広告代理店でコピーライターの仕事につき、1974年に短篇集『The Fat Man in History』で作家デビューした。
ブッカー賞を2度受賞したが、この賞を2度受賞したのは、彼と南アフリカ出身でノーベル文学賞を受賞したJ・M・クッツェー、ヒラリー・マンテル、マーガレット・アトウッドの4人だけである。
受賞作品『オスカーとルシンダ』は、1997年に映画化されている。

## 受賞歴
- ブッカー賞（1988年）（"'Oscar and Lucinda"（『オスカーとルシンダ』 ）に対して）
- 同（2001年）　（"True History of the Kelly Gang"（『ケリー・ギャングの真実の歴史』）に対して）
- コモンウェルス作家賞（2001年）（"True History of the Kelly Gang"に対して）

## 日本語訳された作品

### 単行本
- 『イリワッカー〈上〉〈下〉』(新しいイギリスの小説）、小川高義訳、白水社、1995年
- 『オスカーとルシンダ』 宮木陽子訳、DHC、1999年
- 『ジャック・マッグズ』 宮木陽子訳、DHC、2000年
- 『ケリー・ギャングの真実の歴史』 宮木陽子訳、早川書房、2003年
- 『シドニー 迷走紀行』(Writer & Cityシリーズ)、宮木陽子訳、DHC、2005年

### アンソロジー
- 「デブ連歴史に登場」（『positive 01』所収、大熊栄訳）
- 「アメリカの夢」（『現代オーストラリア短編小説集 (下)』所収）
- 「著名なマイム師、最後の日々」（『Sudden fiction (2)』(文春文庫)所収、柴田元幸訳、1994年）
- 「“Do You Love Me?”」（『どこにもない国』所収、柴田元幸編訳、松柏社、2006年）
- 「影製造産業に関する報告」（『燃える天使』所収、柴田元幸編訳、角川書店、2009年）

## 作品

### 長編
- Bliss (1981年)
- Illywhacker（『イリワッカー』） (1985年)
- Oscar and Lucinda（『オスカーとルシンダ』）(1988年)
- The Tax Inspector (1991年)
- The Unusual Life of Tristan Smith (1994年)
- Jack Maggs（『ジャック・マッグズ』）(1997年)
- True History of the Kelly Gang（『ケリー・ギャングの真実の歴史』）(2000年)
- My Life as a Fake (2003年)
- Theft: A Love Story (2006年)
- His Illegal Self (2008年)
- Parrot and Olivier in America (2009年)

### 短編
- Peeling
- The Fat Man in History（「デブ連歴史に登場」）
- Conversations with Unicorns
- American Dreams（「アメリカの夢」）
- Do You Love Me?（「“Do You Love Me?”」）
- Crabs
- Room No. 5 (Escribo)
- A Windmill in the West
- Life and Death in the South Side Pavilion
- Report on the Shadow Industry（「影製造産業に関する報告」）
- The Chance
- Exotic Pleasures
- War Crimes
- The Puzzling Nature of Blue
- The Last Days of a Famous Mime（「著名なマイム師、最後の日々」）

### ノンフィクション
- A Letter to Our Son (1994)
- 30 Days in Sydney: A Wildly Distorted Account（『シドニー 迷走紀行』）  (2001)
- Letter From New York (2001)
- Wrong about Japan (2005)